# Лепа госпа без милости
Балада Лепа госпа без милости (у оригиналу La belle dame sans merci) дело је енглеског песника Џона Китса. Може се срести у две верзије које се помало разликују. Оригиналну верзију је написао Китс 1819. године, употребивши наслов песме из XV века “La Belle Dame sans Mercy” Алана Шартијеа, иако су теме ових песама умногоме различите. 

## Балада
»О, што, витеже, луташ блед, 
Што самотног те мучи јад?
Већ трска свену, птичији пој
Сав неста сад.
О, што, витеже, луташ блед
И тако тугом обхрван?
Већ веверица спрема дуб
За зимски сан.
Твог чела љиљан пржи сад
Од грознице и бола зној,
На лицу ружа вене већ
У тузи тој.
У пољу деву сретох сам –
К’о да је красној вили род,
Њој витица и око сја,
 И лак јој ход.
За украс њен – за венац, пас –
Од цветова ја сплетох ред;
У оку љубави блесну њој,
Чух глас к’о мед.
На вранца свога дигох њу,
И у њу гледах цео дан,
И јаше уз сладак пој 
К’о вилин сан.
И за мене нађе росу, мед
И корен многи – чисту сласт.
И да ме љуби рече тад
Уз чудну страст.
До шпиље где јој беше стан
Тад поведе ме плачна сва;
На сузне очи целов мек
Њој дадох ја.
На мене она дозва сан
У осоју – вај срцу мом –
И ја ту сневах задњи пут
У веку свом.
Тад многи краљ и витез с њим
Сав блед ми рече као сен:
“Без милости је госпа та,
Ти си њен плен!”
Па искези се на мене тад
Кроз сумрак препун претње зле;
Кад сан тај преста, остах сам
Крај падине.
И зато, ето, лутам блед,
И самотног ме мучи јад;
А свену трска, птичији пој
Сав неста сад.«

## Белешке у вези са Китсовом поезијом[3]
Китс је 1818. године упознао Фани Брон (Fanny Brawne), у коју се страсно заљубио и са којом се верио у зиму исте године. Та прва и силна љубав,која ће донети пресудан обрт у Китсовом животу, затекла је Китса у стању велике душевне депресије у коју је запао откривши да је, негујући млађег брата Тома – управо преминулог од сушице и сам навукао ту опаку породичну болест. Неостварива љубав према Фани – спутавана обзирима и околностима које су спречавале песникову женидбу и наносили му тешке патње – постаће, и до краја Китсовог живота остати, највећа покретача снага његове поезије. Она ће водити Китса почев од нежне Оде Фани (Ode to Fanny), па преко потресне сликовне приче Вече свете Агнез (The Eve of St. Agnes) – крцате сензуалношћу и како су то критичари истицали  ромеођулијетинском страшћу- до Китсове најуспелије наративне поеме у херојском дистиху Ламије (Lamia) и до његових мајсторских ода. Она ће прожети и ову његову лирску баладу. Тај екстракт Китсовог разочарења изреченог изванредном сугестивношћу и милозвучним стиховима који ће имати значајан утицај на потоње енглеске песнике, пре-рафаелћане, и на Бодлера у Француској, и од ње начинити елегију коју, како рекоше критичари, самом себи пева човек свестан своје неизлечиве болести, своје немогућности да оствари љубав са војеном женом и своје скоре смрти која га спречава да оствари пуну песничку славу. Исцрпленог песника негују његова вољена Фани и њена мајка,али по савету лекара и пријатеља, Китс прихвата великодушан Шелијев (Перси Бис Шели) позив да му се придружи у Италији, али умире у Риму, не успевши да се састане са Шелијем, 26. фебруара 1821. године. Његове земне остатке пријатељи сахранише на протестантском гробљу у престоници Италије, а на надгробну плочу урезаше следеће стихове: »Овде лежи онај чије име беше исписано на води.«
Китсов песнички опус, незаокругљен, онакав какав нам је оставио песник који је тек закорачио у мужевно доба да би га смрт такорећи одмах покосила, природно показује известан број недостатака. Међутим,бројне особине Китсове поезије су такве, да се њени недостаци одмах заборављају; Китсови најуспелији стихови сведоче да пред нама леже творевине писца хуманог и напредног, мада не онако бунтовног као Бајрон (Џорџ Гордон Бајрон), и онако револуционарног какав је био Шели, најромантичарскији од њих тројице. То су стихови песника посебног талента чија би се количина, када би се то могло мерити, могла упоређивати са Шелијевом, строфе магичне сугестивности, узвишене мелодичности и задивљујућој раскоши слика можда непревазиђених по својој чудној сугестивности; то су композиције мајстора непогрешивог избора речи, рељефног и згуснутог израза,фразе које достиже језичко савршенство.

## Анализа баладе
Китс је ову баладу написао 21. априла 1819. године касно у ноћ кад је био врло уморан и укључио је у писму своме брату. Сам Китс ову своју песму није много ценио; међутим, то је једна од његових најспонтанијих песама; и својом темом усамљености и кобне љубави као и својом сетном музиком, она је извршила знатан утицај на многе писце у периоду енглеског романтизма.
Попут осталих Китсових дела , ова балада се сматра класиком енглеске књижевности. Упркос једноставној структури, анализа саме баладе је умногоме сложена. Захваљујући својој загонетности, без обзира на то што је написана у дванаест кратких строфа са по четири стиха једноставне  испрекидане АБЦБ риме, она је била предмет многих тумачења.
Једноставну радњу о љубави и смрти, Китс  смешта у суморни, хладни пејзаж који јој и приличи: “Већ  трска свену, птичији пој / Сав неста сад”. Ова два стиха се  са мањим променама јављају као завршни стихови и тиме наглашавају судбину несрећног витеза и заокружују песму  враћајући је поново на почетак. Китс повезује стање дрвећа и околине са стањем витеза који се осећа сломљено. Пратећи ток саме баладе, Китс не открива идентитет његовог испитивача, као ни витеза и госпе деструктивне лепоте. Оно што Китс не помиње у овој балади подједнако буди  машту читаоца као и оно што је у њој наведено . Лепа госпа без милости,  прелепа дама без саосећања је фатална жена, лик попут Кирке (заносна чаробница из митологије; грч. Κίρκη, Кíркê; лат. Circa), која привлачи љубавнике не би ли их уништила својим натприродним моћима. Она уништава, јер је то њена природа. Китс је образац за своје “вилинско дете” могао преузети из народне митологије, класичне књижевности, ренесансне поезије или из средњевековних балада. Са неколико вештих потеза,он ствара жену која је истовремено лепа , еротски привлачна, фасцинантна и смртоносна. Поједини читаоци сматрају ову Китсову песму као личну побуну против љубавних боли. У својим писмима, као и појединим  песмама он открива да је искусио љубавну бол као и  задовољства. Највише је презирао бол , изазван губитком слободе , која настаје услед заљубљивања. Балада има једну непристрасну форму па би можда било најбоље  прочитати “Лепу даму без милости” само као  причу и ништа друго. 

## У другим Медијима

### Телевизија
-Калифорникација-Сезона 1,Епизода 5
-Роузмари И Тајм–Сезона 1,Епизода 1 
-Даунтонска Опатија –Сезона 6,Епизода 5

### Ликовна уметност
Лепа Госпа Без Милости била је популарна тема за Прерафаелите.Обрадили су је Френк Диксе,Френк Кадоган Купер,Џон Вилијам Вотерхаус,Артур Хјуз,Волтер Крејн и Хенри Мејнел Ријам.Постоји и сатирична верзија која је обављена у магазину Панч 1. децембра 1920.године.

### Музичке адаптације
Најпознатија музичка адаптација која постоји је од Чарлса Вилијерса Станфорда.То је драматична интерпретација која захтева талентованог (мушког) вокалисту и пођеднако талентованог корепетитора.И дан данас је популарна и уврштена је у многе антологије енглеских песама или енглеске музичке уметности које су снимили многи познати извођачи.Патрик Хедли је написао верзију за тенор,хор за четири гласа и оркестар.

### Филм
Амерички филм Песник Врхова из 1915.године је заснован управо на овој песми.Антагониста из филма Коралина, који је -кадар-по-кадар анимирана мрачна фантазија, упућује на Лепу Госпу у песми (видети у одељку Књиге).
Филм’’Коралина’’(који је режирао Хенри Селик) спомиње злу Другу Мајку као “белдам” (енгл. Белле Даме), и укључује сличну тему у којој јунак бива заробљен код лепе жене која га наводно воли.

### Књиге
Последње два стиха 11.строфе, „Кад сан тај преста, остах сам крај падине“, искоришћена су за наслов кратке научно-фантанстичне приче коју је написао Џејмс Типтри Јуниор 1973.,а која је номинована за Хуго и Небјула награде.
Последња два стиха 1.стофе (''већ трска свену, птичији пој сав неста сад'') су искоришћена за епиграф за књигу Рејчел Карсон Тихо Пролеће из 1962.,која говори о еколошкој штети узрокованој неодговорном употребом пестицида.Други стих се понавља касније у књизи, као наслов за поглавље о специфичним последицама које је употреба пестицида имала на птице.
Стих је исто употребљен на 27.страни књиге Филипа Рота Људска Љага, као реакција на Колманов опис много млађе жене која је нови предмет његове наклоности.
Белдам у књизи Коралина Нила Гејмена из 2002.године,која је фантастична прича страве и ужаса,односи се на мистериозну жену из Китсове песме која се исто зове Белле Даме.Њих две имају много сличности и обе домамљују протагонисте у своје јазбине тако што показују љубав према њима и дају им посластице.Протагонисти се у обе приче сусрећу са духовима који су пре њих упознали ове жене и упозоравају протагонисте на њихову праву природу.На крају приче, протагонисти су изгубљени у њиховим јазбинама, само што Коралина успева да побегне, док безимени витез из песме остаје заробљен.
Књиге Владимира Набокова Лолита, Бледа Ватра, Прави Живот Себастијана Најта позивају се на песму.
У  Hunting Ground (Ловиште) Патрише Бригс, Лепа Госпа Без Милости је идентификована као Дама од Језера и скривени је антагониста.
Новела Бледи Краљ Дејвида Фостера Воласа из 2011. године позива се на наслов песме.
Песма се такође спомиње у причи под насловом ‘’The Adventure of the Three Gables’’  (’’Авантуре три Забата’’) из Мемоара Шерлока Холмса, које је написао Артур Конан Дојл. У Конан Дојловим Мемоарима опис лика Исадоре Клеин пореди се са лепом госпом без милости.
Збирка новела Касандре Клер  Tales From the Shadow hunter Academy  (Академије Мрачног Ловца) садржи новелу под насловом Бледи Краљеви и Принцезе, названу по стиховима: ''Тад многи  краљ И витез са њим, сав блед ми рече  као сен”. Три строфе песме се такође наводе у новели.
У интервјуу за часопис The Quietus  енгески текстописац и музичар Џон Лајдон је навео ову песму као омиљену.